# Xie Huan
Xie Huan (xinès simplificat: 谢环; xinès tradicionalt: 謝環; pinyin: Xiè Huán), conegut també com a Hsieh Huan i Tingxun, fou un pintor xinès actiu a la primera meitat del segle xv que va viure sota la dinastia Ming. És difícil precisar la data exacta del seu naixement que seria vers l'any 1370; la mort es va produir el 1450 però cal fer notar que segons els textos relacionats amb Xie Huan, les dates són diferents. Va ser un pintor de la cort que es va veure implicat en intrigues.
Va ser un pintor paisatgista més conegut per les seves pintures de temes domèstics i de continguts històric artístics. El seu estil estava influït pels de Jing Hao, Guan Tong i Mi Fei. Entre els seus admiradors es troba Shen Zhou que a més col·leccionava obres seves. Entre les seves pintures destaquen Reunió elegant al Jardí dels Albercoquers (Museu de Zhejiang) i Els nou ancians de la Muntanya de la Fragància (Museu d'Art de Cleveland).

## Bibliografia

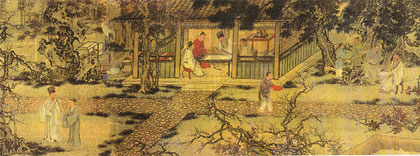
Pintura de Xie Huan